# Chutes de Hogenakkal
Les chutes de Hogenakkal (en kannada : ಹೊಗೇನಕಲ್ ಜಲಪಾತ, Hogenakal jalapata, en tamoul : ஒகேனக்கல் அருவி, Okenakkal aruvi ; du cannarais ಹೊಗೇನಕಲ್ (hogēnakal), signifiant « Rochers fumants ») sont une série de chutes d'eau sur le fleuve Cauvery en Inde. Elles sont localisées à la frontière des États du Karnataka et du Tamil Nadu.

## Géographie
Les chutes de Hogenakkal sont situées dans les Ghats orientaux. En aval, le cours d'eau devenant plus calme, un lac, le réservoir de Stanley avec des rives sablonneuses se forme, engendré par la retenue du barrage de Mettur. En amont sur le cours du fleuve, peuvent être également remarqués les chutes de Mekedattu, à la frontière entre les deux états, et plus loin ceux de Shivanasamudra, complètement au Karnataka.

## Barrage
Le réservoir de Stanley, situé à une quarantaine de kilomètres de Hogenakkal par la route, fut bâti en 1934, il sert à l'irrigation et à un barrage hydroélectrique, celui de Mettur.